# Казелине (Фиренца)
Казелине је насеље у Италији у округу Фиренца, региону Тоскана.
Према процени из 2011. у насељу је живело 367 становника. Насеље се налази на надморској висини од 519 м.